# Romolo Nottaris
Romolo Nottaris (* 9. Juli 1946 in Lugano) ist ein Schweizer Bergsteiger, Bergführer und Dokumentarfilmautor. Er lebt in Lugano.

## Leben
Nottaris ist einer der Förderer des Alpinstils (d. h. Verzicht von Bohrhaken, Fixseilen, vorbereiteten Lagern, Flaschensauerstoff, Trägern, andere Fremdhilfe). Im Jahr 1978 gründete er die Firma New Rock, um Outdoor-Ausrüstungen zu verkaufen. Dies erlaubt ihm, seine Expeditionen zu finanzieren und einige Bergsteiger wie Ueli Steck und die Brüder Anthamatten zu unterstützen. 1983 organisierte er seine erste Expedition in den Himalaya. Nottaris kehrte mehrmals in den Himalaya zurück, vor allem mit Erhard Loretan und Jean Troillet. Alaska, Patagonien und Antarktika sind auch Regionen, in denen er Expeditionen führt und Dokumentarfilme produziert.

## Expeditionen
- Aconcagua (6961 m), 1977[5]
- Pumori (7161 m), 1978
- Makalu (8462 m), 1981
- Gasherbrum II (8035 m), 1981
- Makalu (8462 m), 1982 zusammen mit Jean Troillet (nicht auf dem Gipfel wegen schlechten Wetters)
- Mount McKinley (6190 m), 1982
- Mount Everest (8848 m), 1983 zusammen mit Jean Troillet (nicht auf dem Gipfel wegen schlechten Wetters)
- Makalu (8462 m), 1984
- Mount Epperly (4359 m), 1995 zusammen mit Erhard Loretan, Antarktika[6]
- Pumori (7161 m), 2002 zusammen mit Erhard Loretan
- Cerro Torre (3128 m), 2006, als Cumbre ein Dokumentarfilm mit Erhard Loreta
- Mount Vinson (4892 m), Antarktika
- Monte Sarmiento (2246 m), 2010

## Werke
- Pumori: ticinesi in Himalaya del Nepal, Agno, 1980
- Fascino dell'Himalaya: Makalu 8478 m, 1 tentativo invernale: Gasherbrum 2 8035 m, Agno, 1981 (mit T. Zünd)
- Antartide: ancora una leggenda, ADV, 1993 (Text von Gianni Caverzasio, Fotos von Romolo Nottaris)

## Dokumentarfilme
- Cerro Torre Cumbre (Interview von Marco Pedrini, Film mit Fulvio Mariani) 1986
- Mountain bike: Aconcagua (7035 m) (Film mit Fulvio Mariani) 1989
- White-Out (Monte Epperly zusammen mit Erhard Loretan) 1996
- La danza della foca leopardo
- Tre passi nel regno del fantastico (mit Gianluigi Quarti), 2005
- La magia del continente bianco (Film mit Fulvio Mariani), 2013